# 未払い
| ウィキペディアには「未払い」という見出しの百科事典記事はありません（タイトルに「未払い」を含むページの一覧/「未払い」で始まるページの一覧）。 代わりにウィクショナリーのページ「みはらい」が役に立つかもしれません。 |